# Nervilia taiwaniana
Nervilia taiwaniana är en orkidéart som beskrevs av Shao Shun Ying. Nervilia taiwaniana ingår i släktet Nervilia och familjen orkidéer. Inga underarter finns listade i Catalogue of Life.